# Viteză de transfer de date

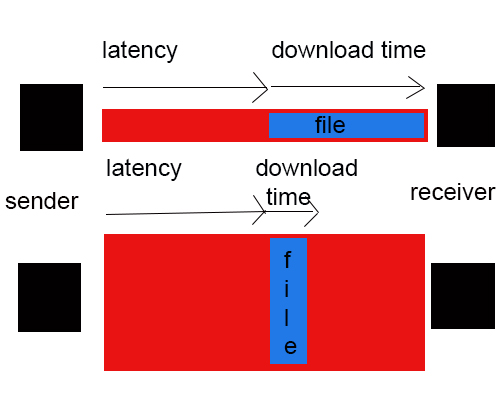
Viteza de transfer

Viteza de transfer de date, sau mai simplu, viteza de transfer, uneori numită și "lățimea benzii (de transmisie)" (din engleză de la band width), este raportul dintre cantitatea de date transmise și timpul de transmisie: 

{\displaystyle v_{transfer}={\frac {m_{date}}{t_{transfer}}}}

În rețele de calculatoare inclusiv în Internet este desigur important să se cunoască nu numai viteza maximă posibilă, dar și viteza momentană de transmisie între 2 calculatoare, ambele exprimate de exemplu în kbps (vezi "Unitate de măsură" mai jos). O mărime înrudită dar diferită ca semnificație este cantitatea totală de informație care se transferă (de obicei cu întreruperi), de exemplu în decurs de o zi sau de o lună. Aceasta se poate măsura de ex. în Gigabait (GB) pe zi, respectiv în GB pe lună.

## Unitate de măsură
Unitatea de măsură în Sistemul internațional de unități SI pentru viteza de transfer este 1 bit pe secundă (1 bps). Cei mai des utilizați multipli ai unității bps sunt:
| kbps | kilobit pe secundă | 103 bps |
| Mbps | megabit pe secundă | 106 bps |
| Gbps | gigabit pe secundă | 109 bps |

Kilobitul pe secundă nu trebuie confundat cu kilooctetul (sau kilobaitul) pe secundă (kBps), care este egal cu 8 kilobit pe secundă sau 8 kbps. Tot așa, megabitul pe secundă, Mbps, nu trebuie confundat cu megabaitul pe secundă, MBps, care este de 8 ori mai mare decât un Mbps.
În industria calculatoarelor se mai folosește prin tradiție și definiția 1 kilobit = 1.024 bit, de unde avem și 1 kbps = 1.024 bps. Acestea însă se abat de la Sistemul Internațional SI și de aceea nu se recomandă. Pe de altă parte, în 1998 au fost definite prefixe noi, binare, conform cărora de exemplu 1.024 bit = 1 kilobit (1 Kibit). Pentru detalii vezi articolul Prefixe binare.

## Utilizări în practică
Furnizorii de servicii Internet prezintă viteza de transfer în kbps. Câteva exemple de viteze tipice:
| Internet prin | Viteză de descărcare | Viteză de încărcare |
| ------------- | -------------------- | ------------------- |
| Dial-Up       | 56 kbps              | 30 kbps             |
| Cablu TV      | 768 kbps             | 256 kbps            |
| Satelit       | 1,4 Mbps             | 768 kbps            |
| DSL           | 16 Mbps              | 1,6 Mbps            |

La protocoalele de transmisie numite „asimetrice” (de ex. ADSL) viteza nominală de încărcare este întotdeauna mai mică decât viteza nominală la descărcare; aceasta deoarece se presupune că traficul de date total cauzat de operațiile de încărcare este mai mic decât cel cauzat de descărcări și deci nu necesită o performanță la fel de mare.
În plus, vitezele măsurate efectiv la utilizator sunt, dintr-o serie întreagă de motive, mai mici decât cele nominale.